# Pankasz
Pankasz là một thị trấn thuộc hạt Vas, Hungary. Thị trấn này có diện tích 9,27 km², dân số năm 2010 là 433 người, mật độ 47 người/km².